# Serghei Alexeev
Serghei Alexeev (Tiraspol, 31 maggio 1986) è un ex calciatore moldavo, di ruolo attaccante.

## Palmarès

### Club

#### Competizioni nazionali
- Campionato moldavo: 4

Sheriff Tiraspol: 2002-2003, 2003-2004, 2007-2008, 2008-2009
- Coppa di Moldavia: 2

Sheriff Tiraspol: 2007-2008, 2008-2009
- Supercoppa di Moldavia: 2

Sheriff Tiraspol: 2003, 2007

#### Competizioni internazionali
- Coppa dei Campioni della CSI: 2

Sheriff Tiraspol: 2003, 2009